# Michael Stichauner
Michael Stichauner (ur. 7 lipca 1989 w Wiedniu) – austriacki wioślarz.

## Osiągnięcia
- Mistrzostwa Świata Juniorów, Pekin 2007 – dwójka bez sternika – 5. miejsce[1].
- Mistrzostwa Europy, Ateny 2008 – dwójka podwójna wagi lekkiej – 9. miejsce[1].
- Mistrzostwa Świata, Linz 2008 – ósemka wagi lekkiej – 7. miejsce[1].
- Mistrzostwa Świata, Poznań 2009 – ósemka wagi lekkiej – 8. miejsce[1].
- Mistrzostwa Europy, Brześć 2009 – czwórka bez sternika wagi lekkiej – 7. miejsce[1].